# Éric Tomas
Éric Tomas (Ukkel, 16 mei 1948) is een voormalig Belgisch politicus en minister voor de PS.

## Levensloop
Tomas studeerde in 1971 af als burgerlijk ingenieur in de scheikunde aan de ULB en startte een loopbaan als assistent-vorser aan dezelfde universiteit. In 1978 voltooide hij aan de ULB een doctoraat in de chemische ingenieurswetenschappen en van 1982 tot 2009 was hij er werkleider en lector in de energieanalyse van industriële producten en procedés. 
In 1977 werd hij politiek actief voor de PS en van 1980 tot 1981 was hij kabinetsmedewerker Philippe Moureaux, toenmalig minister van Binnenlandse Zaken en daarna Justitie. In oktober 1982 werd Tomas voor het eerst verkozen in de gemeenteraad van Anderlecht. Na dertig jaar gemeenteraadslid te zijn geweest, werd hij in januari 2013 burgemeester van Anderlecht. Eind januari 2020 kondigde hij zijn vertrek als burgemeester aan. Door administratieve moeilijkheden en de uitbraak van de coronapandemie duurde het echter tot mei 2020 voordat hij de burgemeesterssjerp kon doorgeven aan Fabrice Cumps. Tomas bleef daarna nog tot in december 2024 in de gemeenteraad zetelen.
Van 1985 tot 1995 zetelde hij namens het arrondissement Brussel in de Kamer van volksvertegenwoordigers, waar hij zich toeleggen op economische en wetenschappelijke dossiers en van 1988 tot 1993 voorzitter was van de commissie Infrastructuur. Vanwege het toenmalige dubbelmandaat zetelde hij van 1985 tot 1995 eveneens in de Raad van de Franse Gemeenschap, waar hij van 1991 tot 1993 secretaris was. Nadien maakte Tomas van 1995 tot 2014 deel uit van het Brussels Hoofdstedelijk Parlement. Vanwege zijn regeringsfuncties was hij tussen 1995 en 2004 verhinderd parlementslid en vervolgens was hij van 2004 tot 2009 voorzitter van het Brussels Parlement. In de legislatuur 2009-2014 was Tomas secretaris van deze assemblee, alsook ondervoorzitter van de commissie Financiën, Begroting, Openbaar Ambt, Externe Betrekkingen en Algemene Zaken. Van 2009 tot 2014 zetelde hij tevens in het Parlement van de Franse Gemeenschap. Daar zetelde hij van 2009 tot 2014 in de commissie Internationale Betrekkingen, Europese Kwesties en Algemene Zaken en van 2012 tot 2014 in de commissie Financiën, Comptabliteit, Begroting en Sport.
Van mei 1993 tot juni 1995 was Tomas tevens minister van Begroting, Cultuur en Sport in de Franse Gemeenschapsregering en van juni 1995 tot juli 1999 was hij staatssecretaris voor Woonbeleid, Taxi's en Coördinatie van het Gemeentebeleid en van juli 1999 tot 2004 minister van Tewerkstelling, Economie, Energie en Huisvesting in de Brusselse Hoofdstedelijke Regering.